# Ludovingios
Los ludovingios (en alemán: Ludowinger) fueron una familia noble alemana de la Edad Media, la dinastía gobernante en la Turingia y Hesse durante los siglos XI y XIII. Su progenitor, Luis el Barbudo, provenía de una familia noble que no se puede determinar genealógicamente con más detalle, que, al igual que la emparentada familia de los Reginbodos, estaba estrechamente relacionada con el arzobispado de Maguncia y (también) era rica en el Meno Medio.
La línea masculina de los ludovingios se extinguió con la muerte en 1247 de Enrique Raspe, landgrave de Turingia, lo que llevó a la Guerra de Sucesión de Turingia.

## Historia

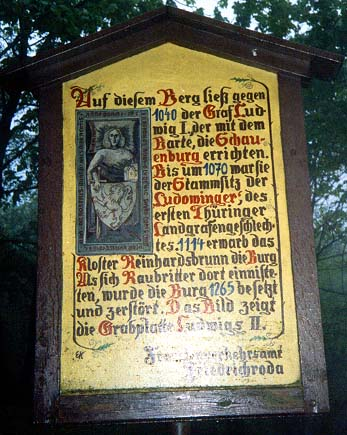
Panel informativo sobre las ruinas del castillo ancestral de los ludovingios, los Schauenburg cerca de Friedrichroda

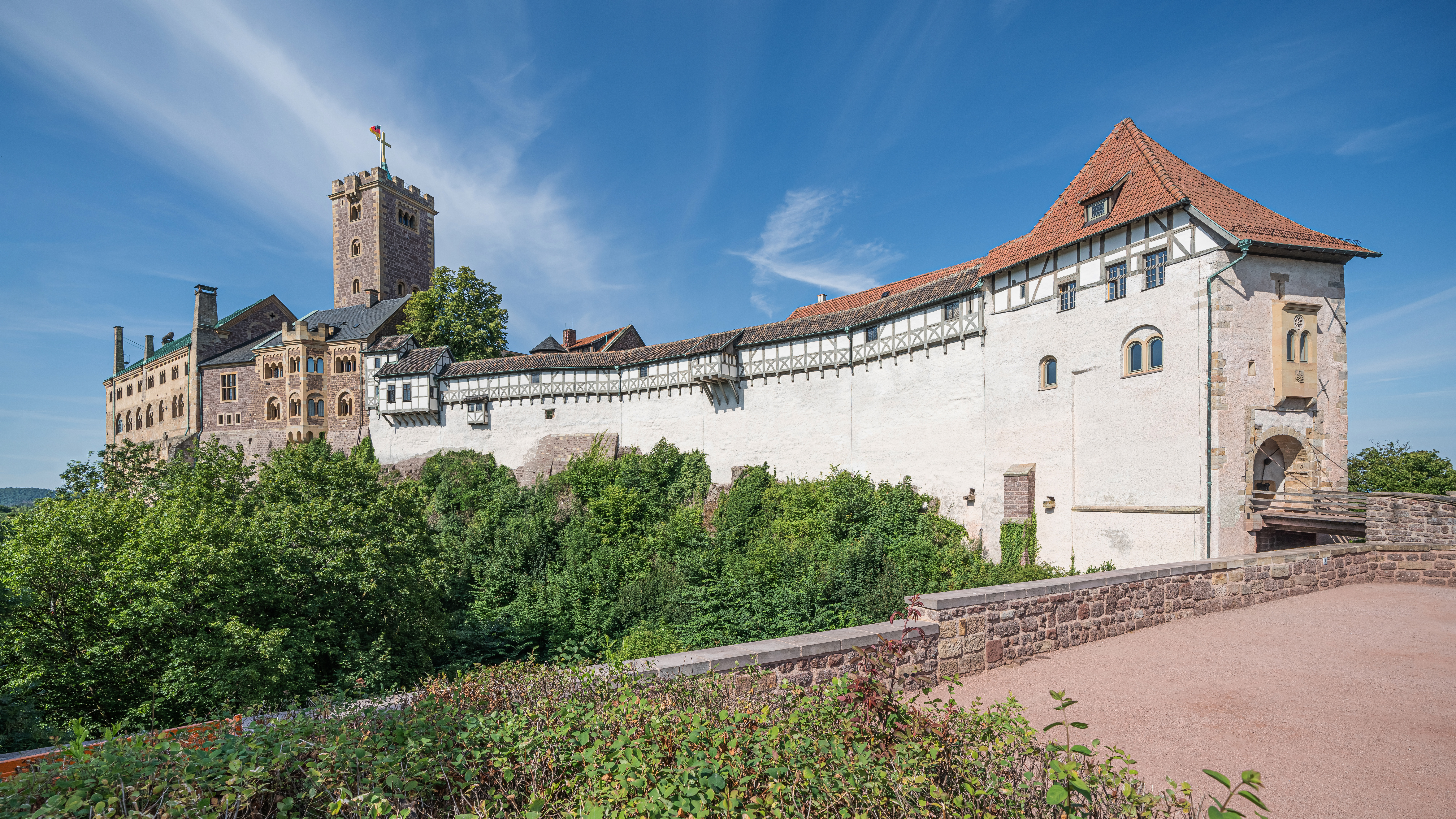
Wartburg, fundada alrededor de 1067 por Luis el Saltador

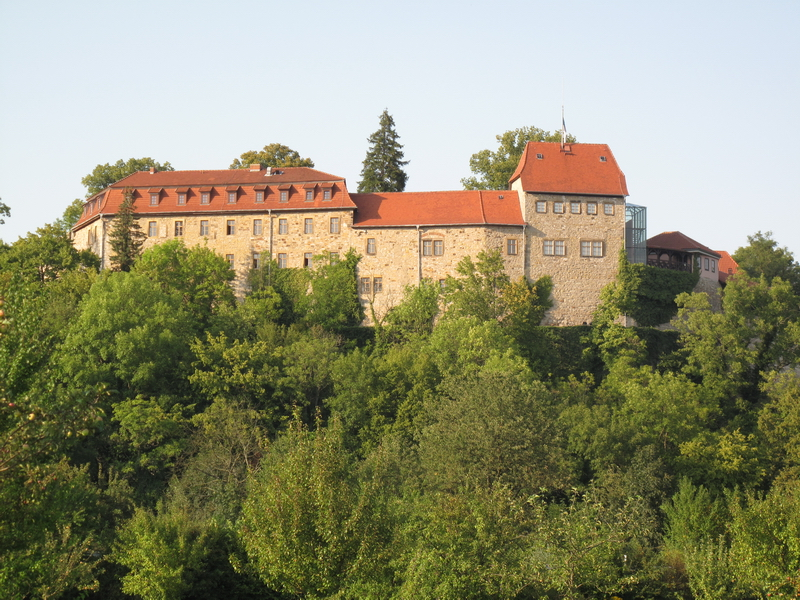
Castillo de Creuzburg, construido entre 1165 y 1170 por encargo del landgrave Luis II, nieto de Luis el Saltador

Alrededor de 1040, Luis el Barbudo recibió un feudo al norte del bosque de Turingia y construyó el (ahora ruinoso) castillo de Schauenburg cerca de Friedrichroda. Sin embargo, estos orígenes son legendarios y se basan únicamente en fuentes poco fiables del monasterio de Reinhardsbrunn.
Los hijos de Luis el Barbudo, Luis el Saltador y Beringer de Sangerhausen, hijos de su esposa Cäcilie von Sangerhausen, fundaron el monasterio de Schönrain alrededor de 1080 en su país de origen en la Franconia principal. En un documento del año 1100 se hace referencia a los hermanos como condes de Schauenburg.
En el período que siguió los ludovingios ampliaron sus posesiones en Turingia, incluyendo Sangerhausen —herencia de Cäcilie, la esposa de Luis el Barbudo, fallecida alrededor de 1080— y propiedades en el valle del Unstrut, que pertenecían a Adelaida, la viuda del conde palatino Federico III, incorporadas por su matrimonio con Luis el Caballero. Este último construyó el castillo de Wartburg (fundado ca. 1067 y mencionado por primera vez en 1080) sobre la ciudad de Eisenach como su nuevo castillo familiar y en 1085 fundó, junto con su hermano Beringer, Reinhardsbrunn, el que será futuro monasterio de la familia, en el que murió Luis el Saltador.
Durante los tiempos tormentosos de la querella de las investiduras, Luis el Caballero fue uno de los oponentes más importantes del emperador Enrique V. Basándose en la pronunciada actitud anti-emperador de los ludovingios, en su posición política destacada y otros hechos, Wolfgang Hartmann ha especualdo que entre las figuras famosas de los donantes en la catedral de Naumburg también se encuentran estatuas del constructor de Wartburg, Ludwig, y de su esposa Adelaida.
Incluso antes de 1122, el área bajo los hijos de Luis, Luis y Enrique, se expandió para incluir posesiones cerca de Marburgo y Kassel, obtenidas en particular a través del matrimonio de Luis I (fallecido en 1140) con Hedwig von Gudensberg, la hija y heredera del hesiano gaugrave ('conde gau') Giso IV. Después de la muerte de Giso V en 1137, recayó en ellos la vasta herencia de la casa de Giso (los Gisonen) y de los condes Werner en el norte de Hesse. La conexión resultante entre Turingia y gran parte de Hesse no terminó hasta la Guerra de Sucesión entre Turingia y Hesse. Hasta 1247, las posesiones hesianas de los ludovingios fueron administradas en su mayoría por los hermanos menores de los landgraves, que portaban el título de condes de Gudensberg y de Hesse y residían en Gudensberg y Marburg; Entre ellos se encontraban Enrique Raspe I, Enrique Raspe II, Enrique Raspe III y Conrado Raspe.
En 1131, Luis fue elevado por el emperador Lotario III (von Supplinburg) a landgrave y se convirtió en Luis I de Turingia. Como consecuencia, Turingia, como un territorio imperialmente inmediato, abandonó el ducado raíz de Sajonia y los ludovingios asumieron un estatus similar al ducal en Turingia. A mediados del siglo XII se fundó Eisenach, la capital del landgraviato y, algo más tarde, la casa de la Moneda de Gotha, segunda casa de moneda propiedad de los ludovingios. Bajo Luis II y Luis III, el territorio del landgraviato se amplió aún más, mientras Hermann I buscó fortalecer políticamente la posición de su familia mediante el matrimonio de sus hijos. Antes de eso, Hermann tuvo que resistir los intentos del emperador Enrique VI de convertir el landgraviato de Turingia en un feudo asentado tras la muerte del hermano de Hermann, Luis III.
El hijo de Hermann, Luis IV, que estaba casado con la posteriormente canonizada Isabel de Hungría, esperaba obtener acceso a la Marca de Meissen a través de la tutela de su sobrino Enrique, el margrave de Meissen menor de edad. Aunque recibió el enfeudamiento de la Marca en 1226, murió al año siguiente antes de que fuera capaz de adquirirla.
En 1241, después de la muerte del hijo de Luis IV, Hermann II, que solo tenía 19 años ,el hermano de Luis, Enrique Raspe (Heinrich Raspe), heredó el landgraviato, que ya había administrado como regente mientras su sobrino era menor de edad. Un segundo hermano, Konrad Raspe, administró las posesiones de la casa en Hesse, pero en 1234 ingresó en la Orden Teutónica, convirtiéndose pronto en su Gran Maestre. Enrique Raspe, que fue elegido antirrey de Alemania en 1246, murió en 1247. Con su muerte, desapareció la línea masculina de los ludovingios. Enrique Raspe ya había conseguido en 1243 enfeudar a su sobrino Enrique, el margrave de Meißen, con el landgraviato de Turingia. Después de los conflictos militares de 1249, pudo hacer valer sus derechos en Turingia con el Tratado de Weißenfels. Sin embargo, estos inicialmente no fueron reconocidos por su prima Sofía de Brabante, hija de Luis IV. En 1259, con la ayuda de Alberto I de Brunswick, Sofia intentó establecerse militarmente en Turingia lo que desembocó en la Guerra de Sucesión entre Turingia y Hesse.(1247-1264). Después de una grave derrota en Beesenstedt, cerca de Wettin, en octubre de 1263, finalmente tuvo que renunciar a todos sus derechos en Turingia en 1264, pero sí que hizo valer con éxito los derechos de su hijo Enrique sobre las posesiones hesianas de los ludovingios, que se independizaron como landgraviato de Hesse y en 1291 se convirtieron en un principado imperial bajo la actual Casa de Hesse, mientras que Turingia cayó en manos de los Wettin, quienes más tarde la dividieron en los ducados ernestinos.

## Lista de los condes y landgraves gobernantes de la casa de los ludovingios
- 1031-1056: Luis el Barbudo (Ludwig I der Bärtige) (conde de Schauenburg)
- 1056-1123: Luis el Saltador (Ludwig II der Spinger) (conde de Schauenburg)
- 1123-1140: Luis I (primer landgrave, desde 1131)
- 1140-1172: Luis II el Hierro (Ludwig II der Eiserne)
- 1172-1190: Luis III el Piadoso (Ludwig III der Milde)
- 1190-1217: Hermann I
- 1217-1227: Luis IV el Santo (Ludwig IV der Heilige), landgrave de Turingia y conde palatino de Sajonia (1221-1227). Esposo de Santa Isabel de Hungría.
- 1227-1241: Hermann II, landgrave de Turingia y conde palatino de Sajonia (1227-1242)
- 1241-1247: Enrique Raspe (Heinrich IV Raspe), landgrave de Turingia y conde palatino de Sajonia (1242-1247), y rey rival de Romanos (1246-1247)